# Stazione di La Pozza
La stazione di La Pozza (in tedesco Haltepunkt La Pozza) era una fermata della ferrovia della Val Gardena che serviva l'omonima frazione (in ladino La Poza) del comune di Selva di Val Gardena.

## Storia
La fermata venne attivata contestualmente all'apertura della linea di competenza, il 6 febbraio 1916, dopo cinque mesi di lavori).
La gestione dell'infrastruttura era curata inizialmente dalle Ferrovie Regie Imperiali dell'impero austro-ungarico (KuK). Nel 1918, al termine della prima guerra mondiale, il territorio della provincia di Bolzano passò sotto la giurisdizione dell'Italia: il governatore militare Guglielmo Pecori Giraldi decretò pertanto che la gestione della linea della Val Gardena (e quella delle relative stazioni) venisse affidata alle Ferrovie dello Stato.
In tale frangente la linea (nata per scopi legati alla logistica militare dell'esercito asburgico) venne fatta oggetto di alcuni interventi atti ad adibirla al trasporto di persone e merci a scopi civili. Completati i lavori, la ferrovia della Val Gardena (e con essa la stazione di La Pozza) fu riattivata il 5 febbraio 1919.
La stazione seguì la sorte della linea di competenza: lasciata priva di adeguati interventi di miglioramento e potenziamento, la Chiusa-Plan cessò di esistere il 28 maggio 1960. Negli anni successivi tutte le infrastrutture (fermate e stazioni incluse), ormai cadute in disuso, furono demolite.

## Strutture e impianti
La fermata era priva di fabbricato viaggiatori: dinnanzi al singolo binario di corsa si trovava unicamente uno spiazzo con delle panchine.
Nessuna infrastruttura è sopravvissuta alla chiusura della linea: gli ausili sono stati demoliti, mentre il sedime è stato convertito in strada carrabile e pista ciclopedonale.